# Sčítání lidu 1921 v Československu

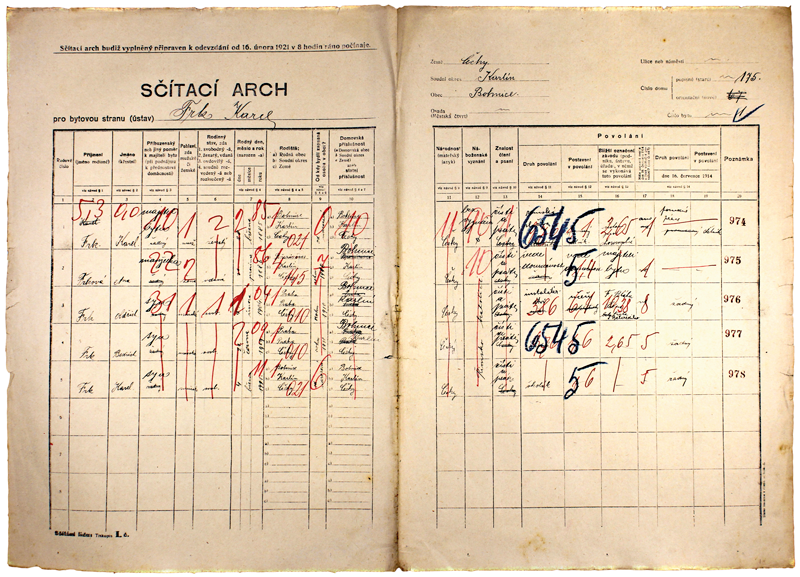
Sčítací arch sčítáni lidu, domů a bytů 1921

Sčítání lidu 1921 v Československu bylo celostátní sčítáni obyvatelstva na území Československa. Šlo o první sčítání lidu v Československu. Prováděl ho Státní statistický úřad, který vznikl v roce 1919.

## Okolnosti sčítání v nově vzniklém Československu
Poslední sčítání lidu konané před první světovou válkou na území nově vzniklé Československé republiky se uskutečnilo v roce 1910. Po roce 1918 potřebovala Československá republika znát co nejpodrobnější demografická data nově vytvořeného státu. V roce 1919 byl založen Státní úřad statistický jako nový orgán pověřený celostátními statistickými šetřeními. Mezi jedno z nejdůležitějších patřilo sčítání lidu. Podle tradice převzaté z Rakousko-uherské monarchie se mělo konat v roce 1920. To však nebylo z mnoha důvodů (především dostatečné přípravy, ale také pro neujasněné hranice Československa) možné. Navíc nový zákon o sčítání lidu byl přijat teprve 8. dubna 1920.
Sčítání lidu podle nového zákona č. 256/1920 Sb. se uskutečnilo 15. února 1921. Zároveň byl proveden soupis bytů, a to v 28 aglomeracích, které měly alespoň 20 tisíc obyvatel. Obsah sčítání se poněkud lišil od předválečných, nadále však bylo zjišťováno a výsledky byly zpracovány za obyvatelstvo přítomné, nikoli bydlící.
Za politicky nejdůležitější se považovalo zjištění národnosti obyvatelstva, které mělo potvrdit oprávnění vzniku samostatné Československé republiky. Na rozdíl od předválečného zjišťování národnosti na základě „obcovací řeči“, v rakouské části bývalé monarchie byla přijata definice národnosti, podle níž „národností jest rozuměti kmenovou příslušnost, jejímž vnějším znakem jest zpravidla mateřský jazyk“. Tím se měla odstranit pro české a slovenské etnikum znevýhodňující definice národnosti určované podle „obcovací řeči“, která nahrávala německému jazyku. Odkaz přiznání národnosti podle „kmenové příslušnosti“ navíc umožnil, aby se ke své národnosti přihlásili i Židé nebo Cikáni, i když nemluvili hebrejsky nebo romsky. O otázku a definici „národnosti“ byly svedeny nejen boje s reprezentanty československých menšin, ale i uvnitř českého a slovenského tábora. Ačkoli oficiálně existovala „československá národnost“, bylo možno zjistit počet obyvatel české a slovenské národnosti odděleně.
Za důležitou charakteristiku se považovalo rovněž zjištění povolání obyvatelstva, i když nutno poznamenat, že se zjišťovala ekonomická aktivita podle hospodářských odvětví a nikoli za klasické povolání (profese).
Výsledky prvního československého sčítání lidu byly publikovány v sedmi svazcích edice Československá statistika. Kromě toho byl vydán první Statistický lexikon obcí v Republice Československé, zvlášť za Čechy, Moravu, Slezsko a Slovensko, který se stal základem pro další lexikony, zpracovávané podle výsledků sčítání lidu. Zpracování sčítání bylo provedeno na Powersových děrnoštítkových strojích.
První československé sčítání je považováno za úspěšné nejen po stránce organizace či úplnosti a správnosti zjištění, ale zejména z hlediska zpracování a publikování jeho výsledků.

## Obsah sčítacího formuláře
Formulář se skládal z 19 otázek:
1. Pořadové číslo
2. Jméno
3. Příjmení
4. Příbuzenský nebo jiný poměr k majiteli bytu
5. Pohlaví
6. Rodinný stav
7. Datum narození
8. Rodiště
9. Od kdy bydlí zapsaná osoba v obci
10. Domovská příslušnost (dnes Státní příslušnost)
11. Národnost
12. Náboženské vyznání
13. Znalost čtení a psaní
14. Druh povolání
15. Postavení v povolání
16. Bližší označení závodu, v němž se povolání vykonává
17. Měla zapsaná osoba 16. července 1914 nějaké výdělečné povolání
18. Druh povolání 16. července 1914
19. Postavení v povolání 16. července 1914

Oproti předchozím předválečným sčítáním došlo ke změnám v některých otázkách. Poprvé byla do formuláře zařazena otázka o národnosti na základě mateřského jazyka. K tomuto kroku došlo z důvodu, že v Československu bylo více německy mluvícího obyvatelstva než slovensky mluvícího obyvatelstva. 
Další změnou bylo vyřazení otázek na nemovitý majetek, vymizela například otázka na majetek domu, pole či lesa. Z dotazníků zmizela i otázka na majetek domácího zvířectva, tedy například koz, krav, koní nebo osla.
Bylo provedeno i sčítání bytů, to ovšem bylo provedeno pouze ve 28 největších československých aglomeracích, které měly více než 20 tisíc obyvatel.

## Termín sčítání
Sčítání mělo původně probíhat v roce 1920, čímž by se navázalo na tradici z dob Rakouska-Uherska, kdy sčítání probíhalo každých deset let. Z různých důvodů (neujasněné hranice Československa, špatná státní organizace atd.) však bylo sčítání o jeden rok odloženo, proběhlo tedy až v únoru 1921.

## Zpracování dat
K zpracování dat byly použity děrnoštítkové elektrické třídící stroje. Nešlo však o jejich první použití při sčítání – v Rakousku-Uhersku se používaly již od roku 1890.

## Výsledky sčítání
V Československu žilo v roce 1921 13 373 463 obyvatel. Výsledky sčítání byly zveřejněny Státním statistickým úřadem v letech 1924-27 v několika svazcích série Československá statistika. Sčítací archy se dodnes nachází v archivech po celé České i Slovenské republice.